# Douelle
Douelle é uma comuna francesa na região administrativa de Occitânia, no departamento de Lot. Estende-se por uma área de 8,77 km². Em 2010 a comuna tinha 841 habitantes (densidade: 95,9 hab./km²).